# TEAM 44 BLOX
TEAM 44 BLOX（チームフォーティフォーブロックス、稀にフォーフォーブロックスとも）は、DELI、YAKKO、MIKRIS、MARS MANIEの4人を中心とした日本のヒップホップ・クルー。

## 来歴
44 BLOXが形成されるきっかけとなったのは2000年前後で、YAKKOが千葉の県ナンバー44にBLOCK（地区）を組み合わせてTEAM 44 BLOXと名付けた。初期メンバーはYAKKOの他にDJ TOMIKEN、MAILMAN、DJ MASAKAZ、DJ VEGASなどである。その後、千葉近辺で活動しているラッパーも加わり今にいたる。
活動が本格化したのは2005年。7月から11月にかけて中心メンバー4人がTEAM 44 BLOX名義での全国ツアーを敢行する。また9月にはBLASTの裏表紙にTEAM 44 BLOXとして広告を打つ。新発売の作品の宣伝が多いこの雑誌の裏表紙にまだ作品をリリースしていないアーティストが広告を出すのは異例のことであった。
そして、2006年には前年のツアーの模様を収めたDVDをリリースすると共に遂にTEAM 44 BLOXとして発音源「BLOCK BUSTER」をリリースした。この作品では、彼らが推進してきたもうひとつのプロジェクトで常磐線沿線のヒップホップ・アーティスト達の集合体であるJBLが44 BLOXと融合している。そのため、MARS MANIEの相方でMARS MANIEと共にAQUARIUSのミックス・テープやアルバムに参加していたKEN WHEEL、水戸市をレペゼンするLUNCH TIME SPEAXのMC2人、同じく茨城県出身ながらMR.OMERIの主宰するコンピレーションに参加し、最近ではSD JUNKSTAやSEEDAを擁するSCARSとの交流も盛んなESSENCIALの二人など、多彩なアーティストが参加し、17人のMCを抱える大所帯になっている。

## メンバー
「BLOCK BUSTER」に参加し、そのブックレットに記載されているメンバー及びそのプロフィールは以下のとおりだが、中心メンバーを除けばメンバーであるかどうかは流動的なようである。

### ラッパー
- DELI a.k.a.DON ADELITA:1975年2月9日生まれ/血液型;A/MATSUDO(千葉県松戸市)出身/NITRO MICROPHONE UNDERGROUND及びAQUARIUSのメンバー/TICATICA PRODUCTION主宰、NITRICH所属
- DABO a.k.a.SIR FUDATZKEE:1975年1月6日生まれ/血液型;AかO/NODA(千葉県野田市)出身/NITRO MICROPHONE UNDERGROUNDのメンバー/BABYMARIO PRO主宰
- JBM a.k.a. JOKY BIG MONSTER:1978年7月19日生まれ/血液型;B/CHIBA(千葉県)出身/TOP BLLOWのメンバー
- TORA a.k.a.GORETEX,MR.NICE G 13:1975年10月4日生まれ/血液型;?/MAD(千葉県出身？)/NITRO MICROPHONE UNDERGROUNDのメンバー/NITRICH所属
- MIKRIS a.k.a.MAD SKILL,THE DOG,MAD DOG:1980年1月17日生まれ/血液型;A/CHIBA(千葉県)出身/THE DOGのメンバー/TICITICA PRODUCTION所属
- SESAME:1979年10月30日生まれGREENPARK(千葉県千葉市緑区)出身/THE DOGのメンバー
  - 以前はDELIの影響を感じさせる高音ラップをしていたが、今回はスタイルを変えているようだ。
- KGE THE SHADOWMEN:1980年7月1日生まれ/血液型;O/CHIBA(千葉県)出身
- JAH GOD a.k.a.EARTH:1976年3月4日生まれ/血液型;B/ONLY JAH KNOW(千葉県出身？)/HOT CONNECTION及びDA.BONGZのメンバー/TONGARIYAMA PRO所属
  - 2004年～2005年ごろにYOHEYから改名。
- BASS:詳細未詳（HOT CONNECTIONのメンバー）
- MARS MANIE a.k.a.HOODSTAR:1977年8月4日生まれ/血液型;O/STONEHILL(茨城県石岡市)出身/FULL CONTACTのメンバー/FC MUZIK所属
- KEN WHEEL a.k.a.HOOD LEGEND:1977年10月16日生まれ/血液型;A/BG(茨城県？)出身/FULL CONTACTのメンバー/FC MUZIK所属
- GOCCI:1971年6月5日生まれ/血液型;B/MITO(茨城県水戸市)出身/LUNCH TIME SPEAXのメンバー/SLUG TUNE所属
- TADS A.C.:1975年9月20日生まれ/血液型;AB/MTC(茨城県水戸市)出身/LUNCH TIME SPEAXのメンバー/SLUG TUNE所属

- SNIPE a.k.a.SNIPE DA LIPPER,SNA:1981年6月6日生まれ/血液型;AB/IBARAKI(茨城県)出身/ESSENCIALのメンバー/BACKYARD所属
  - 以前はIKI SNIPEと名乗っていた。
- SMITH-CN a.k.a.C:?年3月14日生まれ/ESSENCIALのメンバー/BACKYARD所属

以前はSMITH-CEENUの綴りで、高く細い声でラップしていたが、最近はねちっこく絡みつくようなラップに変わっている。
- GUMBINO a.k.a.EATCKELL MANN:1976年5月8日生まれ/血液型;B/OAKTOWN(千葉県柏市)出身/HEAT UP BOYZのメンバー
- SHOE FLY a.k.a.24K:1980年3月9日生まれ/血液型;A/STONEHILL(茨城県石岡市)出身/SMOKEY GUNZのメンバー

### DJ、トラックメイカー
- YAKKO a.k.a.JHETT STREAM:1977年2月8日生まれ/血液型;B/K.S.W.(千葉県柏市)出身/STREETSTARZ及びAQUARIUSのメンバー/STREETSTARZ&CO主宰
- DJ VIBLAM
- BUCK FIRE a.k.a.DJ TOMIKEN:1976年7月17日生まれ/血液型;AB/MITO(茨城県水戸市)出身/FULL CONTACTのメンバー/URBAN SQUARE所属
- MAILMAN:1978年3月15日生まれ/血液型;AB/STONEHILL(茨城県石岡市)出身/URBAN SQUARE所属
- TEE$HU a.k.a.MIXTAPE CHAMPION'06:1979年3月6日生まれ/血液型;O/STONEHILL(茨城県石岡市)出身/SMOKEY GUNZのメンバー
- MATSU a.k.a.MAMMY:1974年12月6日生まれ/KASHIWA(千葉県柏市)出身